# فيكتور فون هيرزفيلد
فيكتور فون هيرزفيلد (بالمجرية: Herzfeld Viktor)‏ هو ملحن وأستاذ جامعي مجري، ولد في 8 أكتوبر 1856 في براتيسلافا في سلوفاكيا، وتوفي في 19 فبراير 1919 في بودابست في المجر.

## وصلات خارجية
- فيكتور فون هيرزفيلد على موقع ميوزك برينز (الإنجليزية)